# Henry Brask Andersen
Henry Anders Peter Brask Andersen (ur. 23 czerwca 1896 w Kopenhadze, zm. 26 listopada 1970 w Gentofte) – duński kolarz torowy, złoty medalista mistrzostw świata.

## Kariera
Największy sukces w karierze Henry Brask Andersen osiągnął w 1921 roku, kiedy zdobył złoty medal sprincie indywidualnym amatorów podczas mistrzostw świata w Kopenhadze. W zawodach tych bezpośrednio wyprzedził dwóch swoich rodaków: Erika Kjeldsena oraz Johana Normana Hansena. Był to jedyny medal wywalczony przez Andersena na międzynarodowej imprezie tej rangi. Na rozgrywanych rok wcześniej igrzyskach olimpijskich w Antwerpii wystartował w sprincie indywidualnym oraz wyścigu tandemów, jednak w obu przypadkach rywalizację zakończył już w eliminacjach. Ponadto wielokrotnie zdobywał medale torowych mistrzostw Dani, w tym 12 złotych.